# Alt Chrieschwitz
Alt Chrieschwitz ist ein Stadtteil von Plauen im Stadtgebiet Ost.

## Geographie

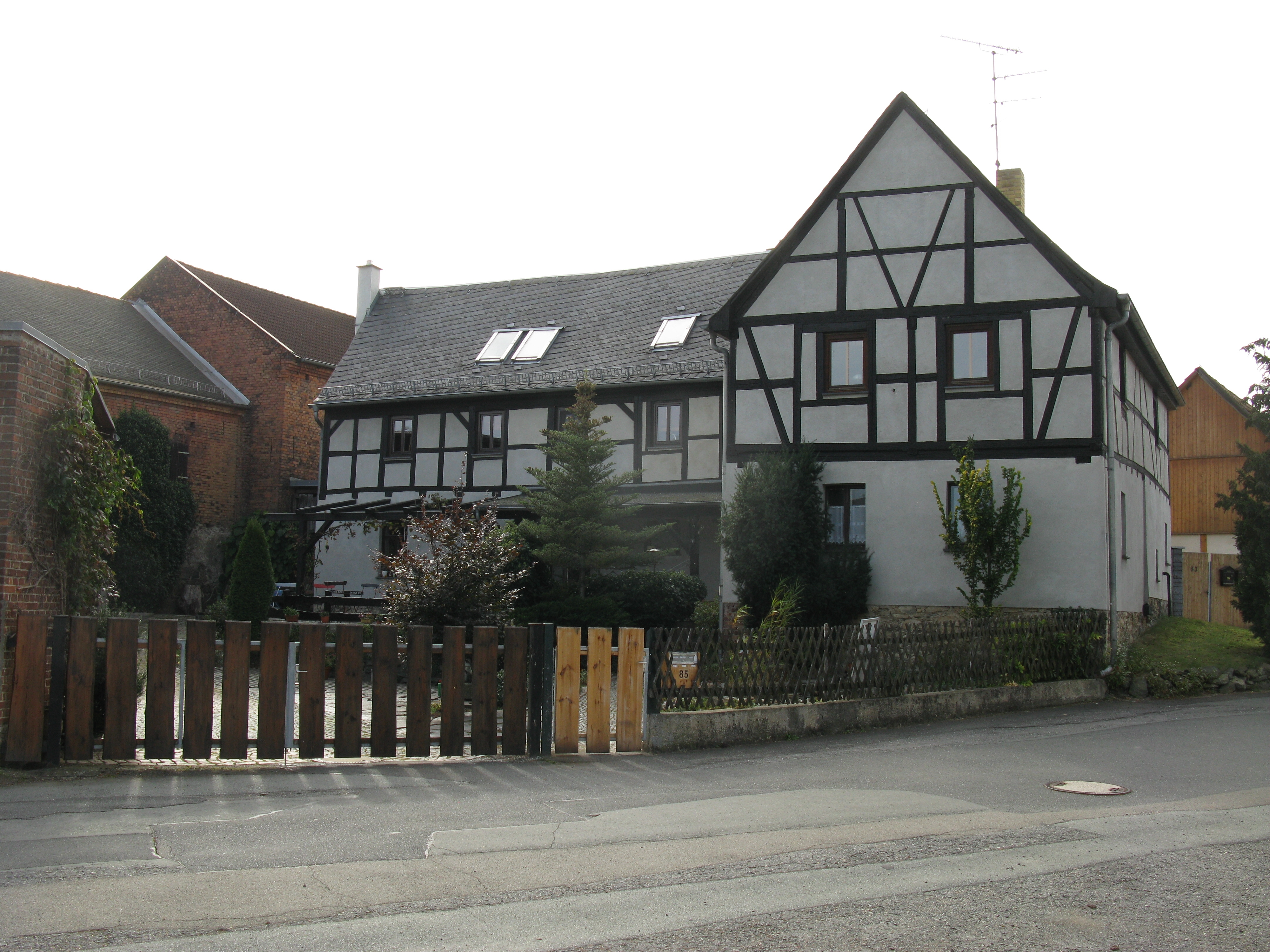
Denkmalgeschütztes Gehöft an der Möschwitzer Straße

Alt Chrieschwitz liegt im Osten Plauens und grenzt an fünf weitere Stadtteile und zwei Orte anderer Gemeinden.
| Preißelpöhl       | Möschwitz (Gemeinde Pöhl)                   |                                 |
| Hammertorvorstadt | Kompassrose, die auf Nachbargemeinden zeigt | Voigtsgrün (Gemeinde Neuensalz) |
| Chrieschwitz      | Reusa mit Sorga                             | Kleinfriesen                    |

Im nordwestlichen Zipfel des Stadtteils befindet sich der alte Ortskern mit mehreren denkmalgeschützten Gebäuden. Dort mündet der Friesenbach in die Weiße Elster. Sonst besteht Alt Chrieschwitz hauptsächlich aus landwirtschaftlicher Nutzfläche und Wald mit einem Teil des Landschaftsschutzgebiets Unteres Friesenbachtal. Im Westen und Südwesten wird der Stadtteil durch die Bundesstraße 173 begrenzt.

## Öffentlicher Nahverkehr
Alt Chrieschwitz wird täglich im Zweistundentakt von der Buslinie A/Ax der Plauener Straßenbahn GmbH bedient. Diese verbindet den Ort mit dem Albertplatz und der Innenstadt. Außerdem verkehrt die RufBus-Linie 74 der Plauener Omnibusbetriebe durch Chrieschwitz an die Talsperre Pöhl. In der Sommersaison verkehren diese Busse auch ohne Voranmeldung.